# Karl Theodor Paschke

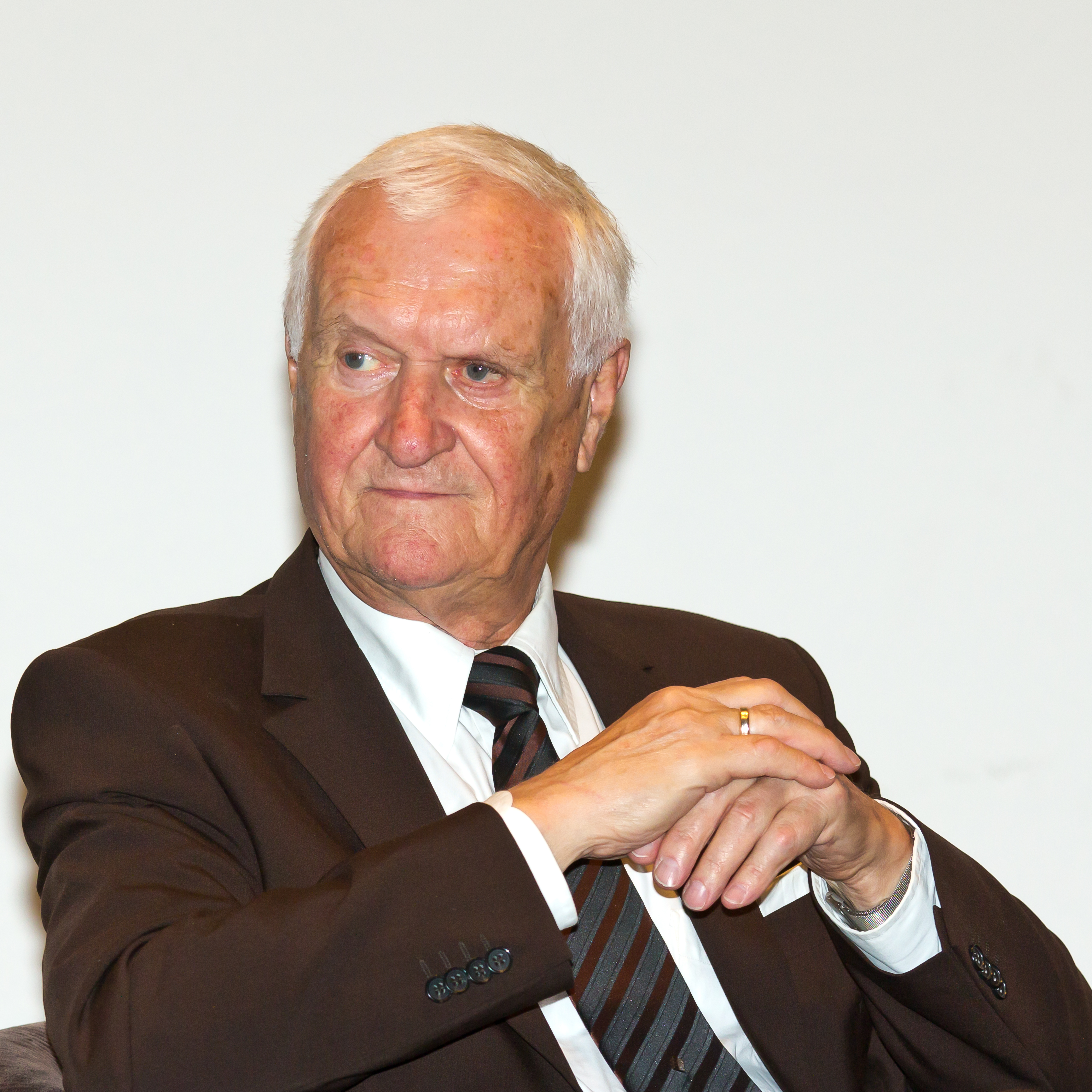
Karl Theodor Paschke, 2013

Karl Theodor Paschke (* 12. November 1935 in Berlin; † 25. Januar 2023 in Bonn) war ein deutscher Diplomat.

## Leben
Karl Theodor Paschkes Vater war Leiter des Chiffrier- und Fernmeldewesen des Deutschen Reiches in Berlin Wilhelmstraße und befasste sich nach 1945 mit der Organisation der Telekommunikation in Bonn.
Karl Theodor Paschke absolvierte von 1955 bis 1959 ein Studium der Rechtswissenschaften in Bonn und München und schloss es mit der 1. Juristischen Staatsprüfung ab, bevor er von 1960 bis 1963 den Vorbereitungsdienst für den höheren Auswärtigen Dienst durchlief.
Paschke war von 1963 bis 1964 für das Auswärtige Amt in Bonn tätig und fungierte von 1964 bis 1968 im deutschen Generalkonsulat in New Orleans in den Vereinigten Staaten als Ständiger Vertreter des Leiters sowie von 1968 bis 1972 in derselben Position in der Botschaft Kinshasa im damaligen Zaire. Von 1972 bis 1977 war Paschke erneut im auswärtigen Amt in Bonn tätig und leitete von 1977 bis 1980 das Pressereferat in der Botschaft Washington in den Vereinigten Staaten.
Von 1980 bis 1984 war Paschke unter Außenminister Hans-Dietrich Genscher im Auswärtigen Amt in Bonn als Referatsleiter tätig, davon von 1981 bis 1984 als Sprecher des Außenministers.
Von 1984 bis 1987 war Paschke Leiter der Ständigen Vertretung beim Büro der Vereinten Nationen und bei weiteren internationalen Organisationen in Wien. Von 1987 bis 1990 hatte er die Position des ständigen Vertreters des Leiters der Botschaft Washington in den Vereinigten Staaten inne und wechselte 1990 wieder zum Auswärtigen Amt in Bonn, wo er bis 1994 als Leiter der Zentralabteilung arbeitete.
Im Jahr 1994 wurde Paschke als erster Deutscher mit ausdrücklicher Zustimmung der Vereinigten Staaten zum Untergeneralsekretär der Vereinten Nationen und  UN-Generalinspekteur für Amt für interne Aufsichtsdienste (United Nations Office of Internal Oversight Services; Interne Revision) ernannt und sollte Einsparungen zur Haushaltskonsolidierung innerhalb der UN durchführen.
Nach Ablauf seiner Amtszeit im Jahr 1999 war Paschke bis zu seinem Ruhestand im Jahr 2000 wieder für das Auswärtige Amt als Sonderinspekteur für die deutschen Botschaften in der Europäischen Union aktiv.
Seit dem Jahr 2000 ist er in beratender Funktion für das Auswärtige Amt in Bonn tätig und hat für verschiedene andere internationale Organisationen gearbeitet. So war er fünf Jahre lang als Vorsitzender des Budget- und Finanzkomitees des Internationalen Strafgerichtshofs in Den Haag tätig. Er hat seit seinem Ruhestand öfter Vorträge an Universitäten und bei internationalen Konferenzen gehalten, beispielsweise 2001 an der Universität Magdeburg.  Er hielt ferner seit 2003 Vorlesungen als Dozent für Internationale Beziehungen an der Willy Brandt School of Public Policy (gegründet 2002 als Erfurt School of Public Policy (ESPP) der Universität Erfurt). 2006 wurde er für ein Jahr als Sonderbotschafter der Bundesregierung für die UN-Management und Sekretariatsreform reaktiviert.
Seit 2007 war Paschke im Präsidium der Deutschen Gesellschaft für die Vereinten Nationen (DGVN).